# Bothropolys hoples
Bothropolys hoples är en mångfotingart som först beskrevs av Henri W. Brölemann 1896.  Bothropolys hoples ingår i släktet Bothropolys och familjen stenkrypare. Inga underarter finns listade i Catalogue of Life.